# اف‌آی‌ام-۹۲ استینگر
اف‌آی‌ام-۹۲ استینگر (به انگلیسی: FIM-92 STINGER) موشک زمین‌به‌هوای آمریکایی قابل حمل توسط نفر با سیستم هدایتی آشیانه‌یابی فروسرخ (گرمایاب) است که در شرکت جنرال داینامیکس طراحی شده و از سال ۱۹۸۱ به خدمت نظامی در ارتش ایالات متحده پذیرفته شده‌است. این موشک توسط نیروهای نظامی ۲۹ کشور دیگر مورد استفاده قرار گرفته و تاکنون عامل ۲۷۰ سقوط تأیید شده بوده‌است. استینگر امروزه در آمریکا در شرکت ریتیون، در آلمان در شرکت ئی‌ای‌دی‌اس و در ترکیه در شرکت راکتسان تولید می‌شود و تاکنون ۷۰ هزار موشک از آن تولید شده‌است. استینگر یک موشک دوش‌پرتاب است اما قابل شلیک از روی خودروهای نظامی و حتی هلیکوپتر (به شکل هوا به هوا) نیز می باشد.
استینگر برای جایگزینی اف‌ای‌آم-۴۳ ردآی موشک دوش‌پرتاب گرمایاب قبلی آمریکایی‌ها ساخته شده و همتای شرقی آن موشک ایگلا است.

## مشخصات
این سلاح که سبک و از نظر کاربرد آسان می‌باشد در ردهٔ پرتابگرهای دوش پرتاب غیر فعال (passive) قرار می‌گیرد و به وسیلهٔ یک نفر هم عملیاتی می‌شود؛ هر چند این سلاح رسماً به دو نفر خدمه نیاز دارد. اف‌ای‌ام-۹۲بی قادر است که یک جسم پروازی را در محدودهٔ ۴۸۰۰ متری و در ارتفاع ۱۸۰ تا ۳۸۰۰ متری مورد اصابت قرار دهد.
موشک این سلاح ۱.۵۲ متر طول و ۷۰ میلی‌متر قطر دارد و از باله‌های ده سانتیمتری برخوردار است. موشک این سلاح ۱۰.۱ کیلوگرم و به همراه پرتابگر ۱۵.۲ کیلوگرم وزن دارد. استینگر به وسیلهٔ یک موتور کوچک به بیرون پرتاب می‌شود که آن را تا مسافتی ایمن از اپراتور پیش برده و سپس موتور راگتی سوخت جامدسوز خود موشک فعال می‌شود که استینگر را به سرعتی بالغ بر ۲.۲ ماخ (۷۵۰ متر بر ثانیه) می‌رساند. سر جنگی ۳ کیلوگرمی موشک از یک فیوز ضربه‌ای و تایمر خودنابودگر بهره می‌برد. به منظور شلیک موشک، یک (BCU (Battery Coolant Unit درون قبضهٔ سلاح جا زده می‌شود. این باتری جریانی از گاز آرگون را به سیستم تزریق می‌کند و در همان حال با شارژ شیمیایی آن، نشانگرهای دستگاه و موشک به کسب انرژی می‌پردازند. این باتری‌ها به دستکاری حساس بوده و تنها میزان معینی گاز درون آن‌ها قرار دارد. این باتری‌ها با گذشت زمان و نداشتن سرویس مناسب کارآیی خود را از دست می‌دهند. آنتن شناسایی دوست یا دشمن (آنتنی که توانایی تشخیص تجهیزات دوست از دشمن را به دست می‌دهد) این موشک نیز نیروی خود را از یک باتری قابل شارژ دریافت می‌کند. هدایت موشک به سمت هدف در ابتدا از طریق ناوبری نسبی صورت می‌گیرد و سپس به تعقیب آن از طریق قاب هوایی هدف و نه حرارت اگزوز تغییر حالت می‌دهد.
سه ورژن اصلی از پرتابگر استینگر موجود است: STINGER BASIC , STINGER- Passive Optical Seeker Technique(POST) , STINGER - Reprogrammable Microprocessor (RMP) . RMP را به دلیل توانایی این سلاح در بارگذاری نرم‌افزارهای جدیدتر از طریق یک ROM که در قبضهٔ این سلاح جای می‌گیرد، بدین نام خوانده‌اند. اگر در حین روشن شدن سلاح، بارگذاری نرم‌افزار ناموفق باشد، دستگاه از روی تنظیم اولیه و توسط حافظه فقط خواندنی (ROM) آنبورد راه اندازی می‌شود. آرام‌پی از ۴ پردازشگر و هر پردازشگر از یک رم (RAM) چهار کیلو بایتی بهره می‌برد؛ از آنجا که رمز بارگذاری شده از روی رم کار می‌کند، فضای زیادی به ویژه برای پردازشگرهایی که به امر شناسایی و آنالیز هدف اختصاص داده شده‌اند باقی نمی‌ماند. آرام‌پی از یک جستجوگر DUAL-DETECTOR فرو سرخ و فرابنفش استفاده می‌کند. این مسئله آرام‌پی را قادر می‌سازد که اهداف را از مسافتی ورای عملیات پیشگیرانه آن‌ها بسیار بهتر از ردآی موشک دوش‌پرتاب قبلی آمریکایی‌ها (که تنها از جستجو گر فروسرخ استفاده می‌کرد)، شناسایی و رهگیری کند.

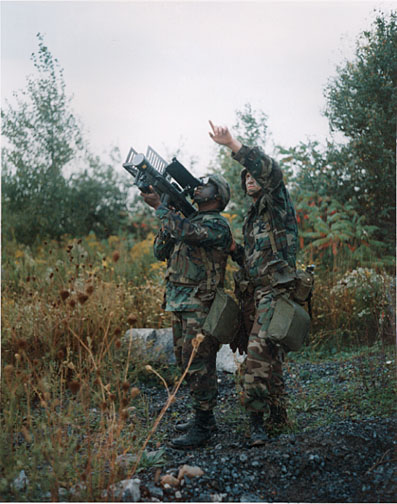
سربازان آمریکایی در حال تمرین با استینگر

## پیشینه
کار بر روی این موشک توسط جنرال داینامیکس در سال ۱۹۶۷ با اسم ردآی دوم آغاز شد. این پروژه توسط ارتش ایالات متحده پذیرفته شد و طرح نام اف‌آی‌ام-۹۲ را به خود گرفت و سپس در سال ۱۹۷۲ استینگر نامیده شد. در ابتدا به دلیل مشکلات فنی که در سر راه آزمایش موشک قرار داشت، نخستین آزمایش دوش‌پرتاب موشک تا نیمهٔ سال ۱۹۷۵ انجام نگرفت. تولید اف‌آی‌ام-۹۲ از سال ۱۹۷۸ آغاز شده و جای اف‌آی‌ام-۴۳ ردآی را گرفت. استینگر اصلاح‌شده همراه با یک رهیاب جدیدتر، اف‌آی‌ام-۹۲بی از سال ۱۹۸۳ به همراه اف‌آی‌ام-۹۲آ تولید شد. تولید هر دو نوع آ و بی در سال ۱۹۸۷ با چیزی حدود ۱۶۰۰۰ موشک تولید شده متوقف شد.
جایگزین آن اف‌آی‌ام-۹۲سی در سال ۱۹۸۴ ساخته شده بود و از ۱۹۸۷ تولید آن شروع شد. اولین نمونه‌ها در ۱۹۸۹ به واحدهای خط مقدم ارسال شدند. موشک‌های مدل سی به یک سامانهٔ الکترونیک قابل برنامه‌ریزی مجهز شده بودند تا به آن امکان به روز شدن را بدهد. موشک‌هایی که آپگرید اقدامات ضد پیشگیرانه (شراره‌ها رهاشونده و سایر اقدامات اخلال‌گرانه هواپیما برای دفاع از خود در مقابل موشک گرمایاب) را دریافت کردند، نام دی به خود گرفتند و به همین ترتیب موشک‌های دی به جی تبدیل شدند.
اف‌آی‌ام-۹۲ئی یا بلاک ۱ از سال ۱۹۹۲ ساخته شد و ارسال آن از سال ۱۹۹۵ آغاز شد (بعضی منابع ادعا می‌کنند که اف‌آی‌ام-۹۲دی قسمتی از طرح بلاک ۱ بوده‌است). باز هم تغییرات اصلی در حسگرها و نرم‌افزار رخ داد و عملکرد موشک را در برابر اهداف کوچک بهبود بخشید. ارتقا نرم‌افزار در سال ۲۰۰۱ نام آن را به اف تغییر داد. ساخت بلاک ۲ از سال ۱۹۹۶ شروع شد که در آن با استفاده از یک حسگر (آنتنی مسطح و متمرکز)، توانایی موشک را در محیط شلوغ و آشفته افزایش و محدودهٔ درگیری موشک را به ۷۶۰۰ متر ارتقا داد. تولید این موشک به سال ۲۰۰۴ اعلام شد، اما گروه اطلاعاتی جین از تاخیر در این امر خبر داد.

## خدمت

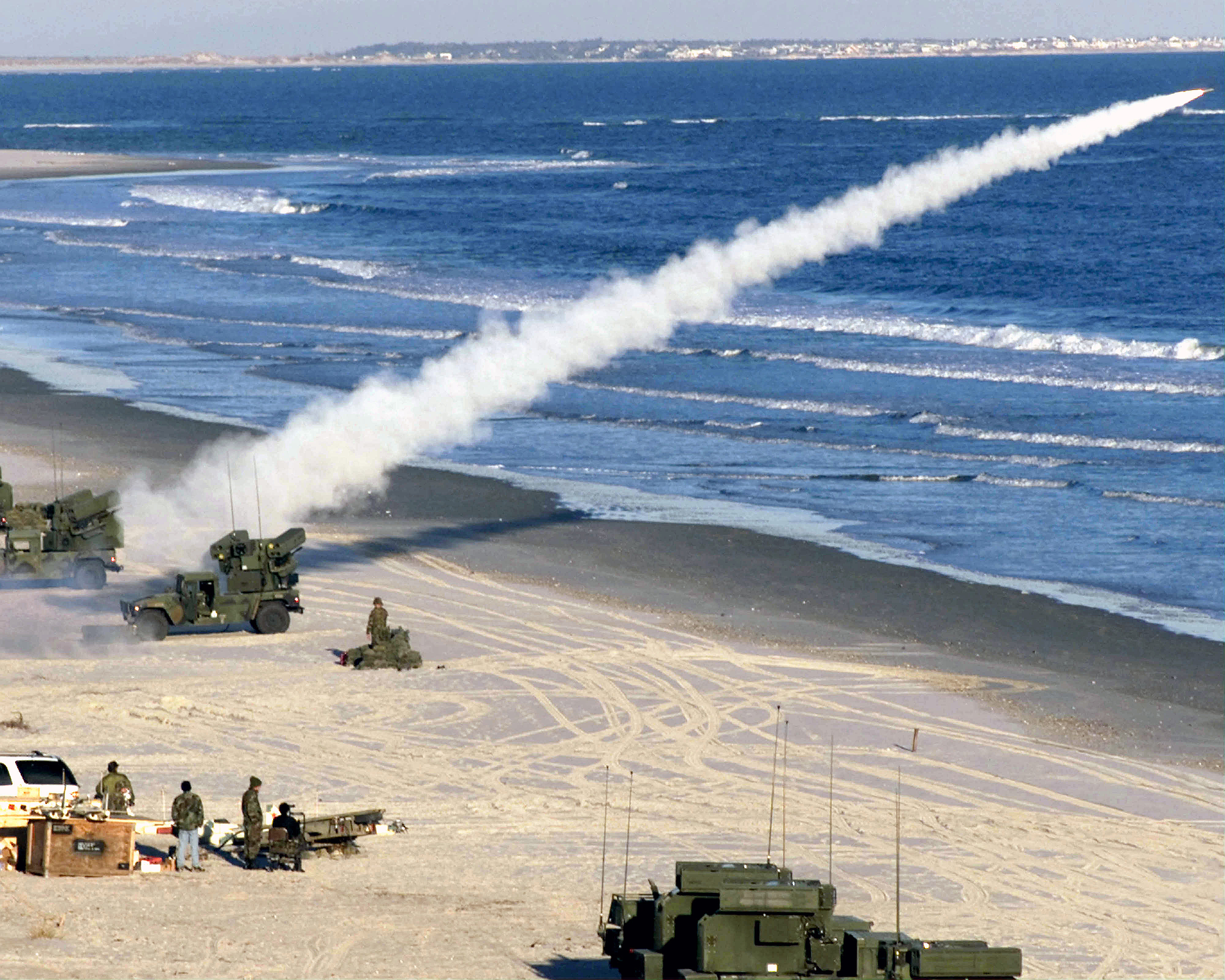
جنگ فالکلند

درخشش استینگر در رزم در ۲۱ مه ۱۹۸۱ در گرماگرم جنگ فالکلند میان آرژانتین و بریتانیا رخ داد. سربازان نیروی ویژه هوایی بریتانیا اس.آ.اس محرمانه به شش موشک مجهز شده بودند، در حالیکه آموزش اندکی در مورد کار با این نوع موشک به آنان داده شده بود. تنها نیروی ویژه که در مورد این سامانه آموزش لازم را کسب کرده بود، طی یک سانحهٔ سقوط بالگرد در ۱۹ می‌کشته شد. نخستین موشک شلیک شده از استینگر یک جنگنده زمینی پوکاره نیروی هوایی آرژانتین را سرنگون کرد. علی‌رغم این، شلیک‌های بعدی به دلیل ناآشنایی بریتانیایی‌ها با نحوهٔ شارژ سلاح ناموفق بودند. در آن زمان سلاح دوش‌پرتاب اصلی که توسط دو جناح متخاصم مورد استفاده قرار داشت، موشک انگلیسی بلوپایپ بود (نوعی پرتابگر سطح به هوا که تا لحظهٔ برخورد موشک به هدف توسط اپراتور کنترل و هدایت می‌شود).
سازمان سیا در دههٔ ۱۹۸۰ نزدیک به ۵۰۰ (طبق ادعای برخی منابع ۱۵۰۰ تا ۲۰۰۰) موشک را طی عملیات گردباد به دست مجاهدین افغان در جنگ شوروی در افغانستان رساند. جایی که استفاده از این موشک‌ها با موفقیت کامل روبرو شد. پس از عقب‌نشینی نیروهای شوروی از افغانستان در ۱۹۸۹، ایالات متحده کوشش نمود که در یک برنامهٔ ۵۵ میلیون دلاری حدود ۳۰۰ موشک را بازخریداری کند(هر موشک ۱۸۳٬۳۰۰ دلار آمریکا). دولت آمریکا موفق شد اکثر استینگرها را جمع‌آوری کند، اما بعضی از موشک‌ها به ایران، قطر و کره شمالی راه پیدا کردند. 
هم‌چنین دولت ریگان در تلاش برای سرنگونی دولت آنگولا، در اواخر دههٔ ۱۹۸۰ موشک‌های استینگر را به شورشیان یونیتا داد. در آنگولا هم مثل افغانستان اقدامات برای بازپس‌گیری موشک‌های باقی‌مانده پس از رفع تخاصم ناموفق بود. البته باتری‌های استینگر ۴ تا ۵ سال عمر دارند و حدس زده می‌شود که علت عدم کاربرد استینگر به منظور حملات بعدی، به انقضاء رسیدن باتری‌های آن می‌باشد. با این وجود نسخه‌های بومی استینگر که توسط ارتش پاکستان در جنگ کارگیل به کار رفت، یک بالگرد میل-۸ و یک میگ ۲۱ به همراه یک هواپیمای شناسایی کانبرا متعلق به نیروی هوایی هند را سرنگون کردند. استینگر ساخت پاکستان حاوی رهیاب فروسرخ اصلاح‌شده‌ای است که به آن قابلیت ردگیری بهتر هدف را می‌بخشد.
شایعاتی مبنی بر استتفاده سرویس مخفی ایالات متحده از استینگر برای حفاظت از رئیس‌جمهور بوده‌است؛ که هیچ‌گاه از طرف آنان تکذیب نشده است. هر چند در صورت وقوع حمله این سازمان مایل به به کارگیری طرح‌هایی چون انتقال رئیس‌جمهور به یک مکان امن است تا هدف قراردادن هواپیما و احتمالاً کشتن افراد بیگناه.

## کاربران
- بنگلادش
- بوسنی و هرزگوین
- کرواسی: جنگ داخلی یوگسلاوی
- چادجمهوری چاد
- شیلی
- دانمارک
- مصر

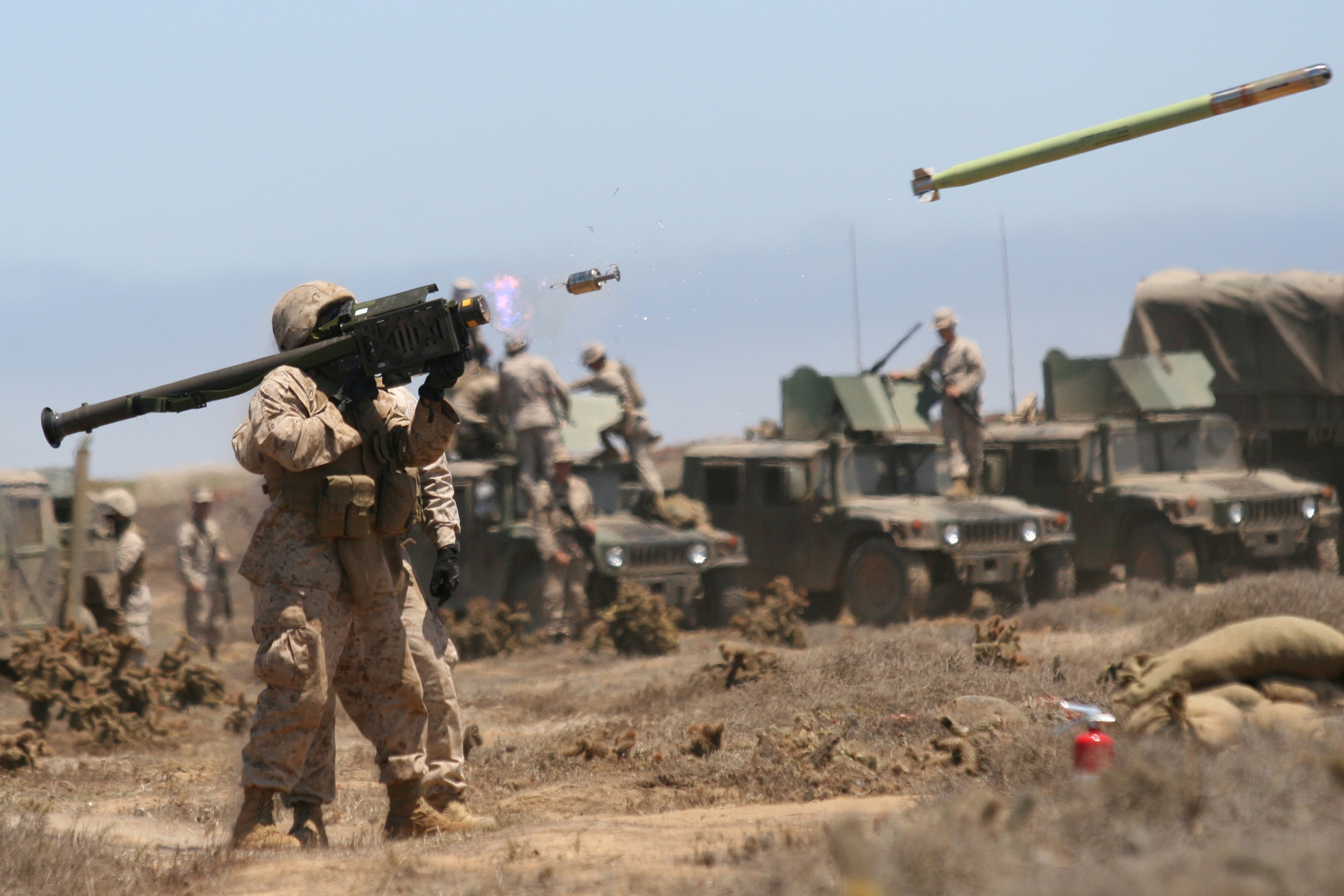
لحظه‌ای بعد از شلیک استینگر قبل از روشن شدن موتور موشک

- آلمان: تولید تحت لیسانس در شرکت ای‌ای‌دی‌اس[۲]
- یونان
- عراق
- اسرائیل
- ایران:دستیابی از یک منبع ناشناس ، استفاده در جنگ نفتکش‌ها (جنگ ایران و عراق)
- ایتالیا
- ژاپن: کاربر سابق، هم‌اکنون موشک زمین‌به‌هوای تایپ ۹۱ جایگزین آن شده‌است.
- لتونی
- لیتوانی
- مکزیک [نیازمند منبع]
- هلند
- نروژ
- پاکستان
- پرتغال
- تایوان: تفنگداران دریایی و نیروی زمینی
- اسلوونی
- کره جنوبی: کاربر سابق، هم‌اکنون کی‌پی سام شینگیونگ و موشک میسترال جایگزین آن شده‌است.
- اسپانیا
- سوئیس: تولید تحت لیسانس
- ترکیه تولید تحت لیسانس
- بریتانیا
- ایالات متحده آمریکا